# Мамунько Віталій Миколайович
Віталій Миколайович Мамунько (1 березня 1974, с. Іванків, нині Україна — 2 травня 2022, м. Сєвєродонецьк, Луганська область, Україна) — український військовослужбовець, солдат Збройних сил України, учасник російсько-української війни. Кавалер ордена «За мужність» III ступеня (2022, посмертно).

## Життєпис
Віталій Мамунько народився 1 березня 1974 року в селі Іванкові, нині Скала-Подільської громади Чортківського району Тернопільської области України.
З початком російського вторгнення в Україну 2022 року пішов служити. Загинув 2 травня 2022 року поблизу м. Сєвєродонецька на Луганщині.
Похований 9 травня 2022 року в родинному селі.
Залишилося двоє дітей.

## Нагороди
- орден «За мужність» III ступеня (9 серпня 2022, посмертно) — за особисту мужність і самовіддані дії, виявлені у захисті державного суверенітету та територіальної цілісності України, вірність військовій присязі[1].